# Grote Kerk (Groede)
De Grote Kerk (of Hervormde kerk) is de protestantse kerk van Groede, die zich bevindt aan Markt 1.

## Geschiedenis
De Grote Kerk is een driebeukige hallenkerk met driezijdig gesloten koor en een noordkoor. De toren heeft een achtkante bovenbouw en naaldspits uit de 17e eeuw. De oudste delen van deze kerk dateren uit de 13e eeuw. De toren met haakse steunberen dateert uit de 14e eeuw. Het schip en de noordbeuk zijn 15e-eeuws. De rechtgesloten zuidbeuk werd omstreeks 1500 gebouwd.
Doordat Groede van 1583-1613 onder water stond, had de kerk veel te lijden. In 1619 werd het koorgedeelte hersteld en verder herstel volgde van 1632-1634. Van 1618-1808 diende de zuidbeuk als Waalse kerk, en deze werd omstreeks 1685 van de rest van de kerk gescheiden.
In 1868 werd de kerk ingrijpend verbouwd en aan de buitenkant geheel gepleisterd. Aan de binnenzijde werd een vlak stucplafond aangebracht. Nadat een blikseminslag in de toren plaatsvond, werd deze in 1950 gerestaureerd en ontpleisterd. In 1970 volgde een restauratie waarbij de rest van de kerk eveneens ontpleisterd werd, terwijl in 2010 de kerk opnieuw een restauratie onderging. Sindsdien is de naam in Grote Kerk veranderd.

## Interieur
Het interieur omvat een preekstoel met doophek uit 1794 in Lodewijk XVI-stijl, alsmede een herenbank (de Catsbank) uit hetzelfde jaar. Beide zijn geschonken door de nazaten van Jacob Cats, de persoon die de indijkingen heeft gefinancierd. Het orgel is in 1903 gebouwd door Johan Frederik Kruse en heeft tot 1920 gestaan in de Lutherse kerk te Veere.
In de kerk is een grafzerk uit 1471 te vinden, welke afkomstig is van het in 1583 verdwenen dorp Nieuwerkerke.